# 黄石港区
黄石港区是中华人民共和国湖北省黄石市所辖的一个市辖区，是黄石市的政治、经济、文化中心。黄石市的大中型商场、市场、宾馆、饭店以及党政机关、院校、银行、邮政局、电信局、证券公司、保险公司几乎都集中在本区。市工人文化宫、儿童公园、青山湖公园、博物馆等文化娱乐场所也坐落其中。黄石港区是黄石市的中心城区，东临长江，西依磁湖，南接西塞，北与鄂州毗邻，面积42平方公里，人口約25万人，辖一个街道办事处，一个管理区（江北管理区），一个社区工作管理委员会，32个社区居委会。

## 历史
黄石港区是一个历史悠远的文明之地。夏商属荆州之域，周属楚国，秦分楚地为4郡，江南属南郡，黄石港区为南郡属地。明末清初，这里是从九江到武汉中间唯一的港口，由此逐渐形成交通发达、商业繁荣态势。因港口矶石“石色黄”，故名黄石港。历史上许多文人墨客如苏氏二兄弟在这里留下了千古绝篇，华新百年老厂留下了宝贵的遗产，毛泽东、董必武等许多历史名人在这里留下过珍贵的足迹。

## 人口
根據第七次全國人口普查結果，截至2020年11月1日零時，黃石港區常住人口241589人。

## 地理

### 位置
黄石港区是一个区位优越的枢纽之地。黄石港区是长江中下游的重要港口，黄石长江大桥贯通南北，国、省干道纵横交织，沪蓉、京珠高速公路穿越而过。随着鄂东长江大桥的竣工，大深、沪蓉高速公路等大交通网络的建成，黄石港区作为承东启西、连南接北的战略枢纽地位更加突显。

### 地形
地处幕阜山北侧，为幕阜山向长江河床冲积平原，过渡地带，辖地内多低山。

### 气候
地处中纬度，太阳辐射季节性差别大，远离海洋，陆面多为矿山群，春夏季下垫面粗糙且增湿快，对流强，加之受东亚季风环流影响，其气候特征冬冷夏热、四季分明，光照充足，热能丰富，雨量充沛，为典型的亚热带东亚大陆性气候。年平均气温17℃。最热月（7月）平均29.2℃，最冷月（1月）平均3.9℃。无霜期年平均264天，年平均降水量1382.6毫米，年平均降雨日132天左右，全年日照1666.4-2280.9小时，占全年月日可照射时数的31℅-63℅。境内多东南风，年平均风速为每秒2.17米。全境气候温和、湿润，冬寒期短，水热条件优越，有利农作物生长。但由于大气环流、地形、季节变换，气候各要素年际、年内变化较大，因而倒春寒、大暴雨、强风、伏秋连旱等灾害性天气时有发生。

## 经济
黄石港区是一个商贾云集的宜商之地。区内人流、物流、信息流集中，名店、名牌、名商云集，宾馆、酒店、商场齐全，商贸业、房产业、物流业、服务业发达，是黄石市乃至鄂东南地区理想的购物、消费、娱乐中心。区内纺织、医药、食品等传统工业自成体系，“黄石港”饼、“松花”皮蛋、“上山虎”膏药等名优产品饮誉海内外，尤其网安科技、通达模具等一大批科技企业迅速崛起，成为区域经济发展的重要支撑。2010年，全区地方生产总值84.8亿元，第三产业增加值59.1亿元，地方财政收入5.69亿元，其中地方一般预算收入2.9亿元，社会消费品零售总额81.5亿元，城镇居民人均可支配收入16658元。

## 旅游
黄石港区是一个襟江带湖的宜游之地。浩浩长江穿境而过，磁湖、青山湖相映成趣，大众山、凤凰山、盘龙山遥相辉应，素有“半城山色半城湖”的美称，被誉为“城在水中、湖在城中、人在画中”。特别是“十五”、“十一五”时期，随着桂花湾广场、明珠广场、磁湖滨水景观、江滩公园等景点景观工程的建设，功能日益完善，品质不断提升，山水园林风貌浑然天成。

## 社会
黄石港区是社会和谐的宜居之地。区内科教文卫资源丰富，拥有13所中小学、1所高等院校、3所大型医院。各项社会事业全面发展，先后荣获全国和谐社区建设先进城区、全国科技进步先进城区、全国科普示范城区、全国幼儿教育先进县（市）区、全国残疾人社区康复工作示范区、全国养老服务社会化示范区、全国教育系统关心下一代工作先进单位，全省教育科研8强县（市）区、全省素质教育实验城区、全省社区卫生服务示范城区、全省首批计生综合改革示范区、全省平安城区等称号。黄石港区日渐成为投资的洼地、兴业的热土、创业的乐园、就业的舞台、安居的家园。

## 行政区划
黄石港区下辖4个街道办事处：
沈家营街道、黄石港街道、胜阳港街道、花湖街道和江北管理区。